# Caladenia cairnsiana
Caladenia cairnsiana är en orkidéart som beskrevs av Ferdinand von Mueller. Caladenia cairnsiana ingår i släktet Caladenia och familjen orkidéer. Inga underarter finns listade i Catalogue of Life.